# Orthostichella communis
Orthostichella communis là một loài Rêu trong họ Meteoriaceae. Loài này được (Müll. Hal. ex Dusén) Müll. Hal. miêu tả khoa học đầu tiên năm 1897.